# Glenn Lazarus
Pour les articles homonymes, voir Lazarus.

a Compétitions nationales et continentales officielles uniquement.

b Matchs officiels uniquement.
Glenn Lazarus, né le 11 décembre 1965 à Queanbeyan, est un ancien joueur de rugby à XIII australien évoluant au poste de pilier dans les années 1980 et 1990. Il est sénateur de 2014 à 2016.

## Biographie

### Carrière sportive
Au cours de sa carrière, il a été international australien participant la Coupe du monde 1989-1992 et a été sélectionné aux New South Wales Blues pour le State of Origin dans les années 1990. En club, il fait ses débuts aux Canberra Raiders à la fin des années 1980, il rejoint ensuite les Brisbane Broncos avant de terminer sa carrière aux Melbourne Storm.

### Carrière politique
Membre du Parti unifié de Palmer (PUP), il est élu lors des élections fédérales de 2013 sénateur du Queensland. Il prend effectivement son poste le 1er juillet 2014 et devient leader du PUP au Sénat. En mars 2015, il quitte le PUP à la suite du limogeage de son épouse et siège alors comme indépendant. En juillet suivant, il crée son propre parti, l'Équipe Glenn Lazarus qui se présente aux élections fédérales du 2 juillet 2016 mais qui est largement battu cependant que Lazarus perd son siège de sénateur. Le parti est dissous un an plus tard.